# Therese Torgersson
Therese Elisabeth Torgersson (Gotemburgo, 28 de marzo de 1976) es una deportista sueca que compitió en vela en la clase 470. 
Participó en tres Juegos Olímpicos de Verano, entre los años 2000 y 2008, obteniendo una medalla de bronce en Atenas 2004, en la clase 470 (junto con Vendela Zachrisson).
Ganó dos medallas en el Campeonato Mundial de 470, oro en 2004 y bronce en 2006, y dos medallas de bronce en el Campeonato Europeo de 470, en los años 2005 y 2005.

## Palmarés internacional
| \| Juegos Olímpicos \| Juegos Olímpicos \| Juegos Olímpicos \| Juegos Olímpicos \| \| Año \| Lugar \| Medalla \| Clase \| \| ------------------ \| ---------------- \| ----------------- \| ---------------- \| \| 2004 \| Atenas (Grecia) \| Medalla de bronce \| 470 \| \| Campeonato Mundial \| \| \| \| \| Año \| Lugar \| Medalla \| Clase \| \| 2004 \| Zadar (Croacia) \| Medalla de oro \| 470 \| \| 2006 \| Rizhao (China) \| Medalla de bronce \| 470 \| \| Campeonato Europeo \| \| \| \| \| Año \| Lugar \| Medalla \| Clase \| \| 2003 \| Brest (Francia) \| Medalla de bronce \| 470 \| \| 2005 \| Gdynia (Polonia) \| Medalla de bronce \| 470 \| |                  |                   |       |
| Juegos Olímpicos |                  |                   |       |
| Año | Lugar            | Medalla           | Clase |
| 2004 | Atenas (Grecia)  | Medalla de bronce | 470   |
| Campeonato Mundial |                  |                   |       |
| Año | Lugar            | Medalla           | Clase |
| 2004 | Zadar (Croacia)  | Medalla de oro    | 470   |
| 2006 | Rizhao (China)   | Medalla de bronce | 470   |
| Campeonato Europeo |                  |                   |       |
| Año | Lugar            | Medalla           | Clase |
| 2003 | Brest (Francia)  | Medalla de bronce | 470   |
| 2005 | Gdynia (Polonia) | Medalla de bronce | 470   |